# Бакголл (Вірджинія)
Бакголл (англ. Buckhall) — переписна місцевість (CDP) в США, в окрузі Принс-Вільям штату Вірджинія. Населення — 20 420 осіб (2020).

## Географія
Бакголл розташований за координатами 38°43′40″ пн. ш. 77°26′28″ зх. д. / 38.72778° пн. ш. 77.44111° зх. д. (38.727750, -77.441241).  За даними Бюро перепису населення США в 2010 році переписна місцевість мала площу 53,78 км², з яких 52,28 км² — суходіл та 1,50 км² — водойми.

## Демографія
Згідно з переписом 2010 року, у переписній місцевості мешкали 16 293 особи в 5100 домогосподарствах у складі 4261 родини. Густота населення становила 303 особи/км².  Було 5325 помешкань (99/км²).
Расовий склад населення:
| - 77,1 % — білих - 8,6 % — чорних або афроамериканців - 7,2 % — азіатів - 0,6 % — корінних американців - 0,1 % — вихідців з тихоокеанських островів - 3,0 % — осіб інших рас |

До двох чи більше рас належало 3,4 %. Частка іспаномовних становила 10,2 % від усіх жителів.
За віковим діапазоном населення розподілялося таким чином: 28,0 % — особи молодші 18 років, 63,8 % — особи у віці 18—64 років, 8,2 % — особи у віці 65 років та старші. Медіана віку мешканця становила 39,1 року. На 100 осіб жіночої статі у переписній місцевості припадало 99,4 чоловіків;  на 100 жінок у віці від 18 років та старших — 99,7 чоловіків також старших 18 років.
Середній дохід на одне домашнє господарство  становив 143 153 долари США (медіана — 131 781), а середній дохід на одну сім'ю — 152 306 доларів (медіана — 141 997). Медіана доходів становила 87 529 доларів для чоловіків та 61 725 доларів для жінок. За межею бідності перебувало 4,3 % осіб, у тому числі 7,4 % дітей у віці до 18 років та 2,9 % осіб у віці 65 років та старших.
Цивільне працевлаштоване населення становило 8806 осіб. Основні галузі зайнятості: науковці, спеціалісти, менеджери — 20,8 %, освіта, охорона здоров'я та соціальна допомога — 19,6 %, публічна адміністрація — 15,0 %.